# Alice Coltrane
Alice Coltrane Turiyasangitananda (de soltera, Alice McLeod; Detroit, 27 de agosto de 1937 - Los Ángeles, 12 de enero de 2007) fue una compositora, pianista,  organista, arpista, y cantante estadounidense de jazz. Fue una de las pocas personas que han empleado el arpa como integrante de bandas de jazz de la misma forma que Dorothy Ashby había hecho anteriormente, y Deborah Henson-Conant haría después.

## Biografía

### Primeros años y carrera
Alice McLeod nació el 27 de agosto de 1937 en Detroit Míchigan, en una familia interesada en la música. Fue la primera de los seis hijos que tuvieron Annie y Solon McLeod, su madre fue corista de iglesia y su medio hermano, Ernest Farrow, se convirtió en un bajista de jazz. Motivada por su padre, Alice empezó a tocar el órgano en la Iglesia Bautista Mount Olive y posteriormente en clubes de Detroit hasta que, a finales de los 50´s viajó a París, donde, además de estudiar música clásica, estudió jazz con Bud Powell, empezó a tocar jazz de manera profesional como pianista en el Blue Note Jazz Club. En 1960, mientras se presentaba en este club con Lucky Thompsom, Pierre Michelot y Kenny Clarke, Alice apareció en la televisión francesa. Ese mismo año se casó con Kenny "Pancho" Hagood y juntos tuvieron una hija, Michelle. Debido a la adicción que Hagood tenía a la heroína, su matrimonio terminó pronto, por lo que Alice tuvo qué regresar a Detroit junto con su hija.
Continuó tocando jazz de manera profesional en un dúo con la pianista y vibrafonista Terry Pollard, en su propio trío y entre 1962 y 1963, en el cuarteto de Terry Gibbs; en este cuarteto fue donde conoció al que sería su esposo, John Coltrane. Se casaron en 1965 en Cd. Juárez, México, y juntos tuvieron 3 hijos, John Jr., Ravi y Oranyan, quienes también se dedican a la música, John Jr. fue baterista hasta su muerte en 1982, Ravi y Oranyan son saxofonistas, al igual que lo fue su padre.
Además de su matrimonio con John, Alice formó parte del cuarteto de jazz de su esposo, tomando el lugar del pianista McCoy Tyner, desde 1966 hasta la muerte de John el 17 de julio de 1967, juntos, incursionaron en un ámbito de profunda exploración musical y espiritual y forjaron un nuevo género de expresión musical, que se manifestó en las composiciones y proyectos de John, como lo fue A Love Supreme.

### Trabajó como solista
Su primer disco, A Monastic Trio, fue grabado en 1967, y entre 1968 y 1977, lanzó trece discos más. Su interés en la música de góspel, clásica y jazz la llevó a la creación de su propio estilo innovador, llevándola de un estilo común de jazz hacia una visión más cósmica y espiritual. Destacó en el piano, el órgano y el arpa, además de la composición, y en sus álbumes Universal Consciousness (1971) y World Galaxy (1972) se muestra la progresión de un grupo de cuatro piezas a un acercamiento más orquestal, con arreglos para cuerdas y arpas.
Hasta 1973, trabajó con la agencia Impulse! Records, la marca con la que había trabajado John en sus últimos años. De 1973 a 1978, trabajó principalmente con Warner Bros. Records.
Según la misma Alice, su esposo John fue su mayor influencia: "Toda mi música es John, (…) cuando recién me uní al grupo, yo batallaba con la música. (…) él me dijo que tocara con el piano completo, no únicamente el registro en que estaba atrapada. Eso me liberó.”
Su manera de interpretar, fue asimismo inspirada en parte por el pianista que la precedió en el grupo de John Coltrane, McCoy Tyner, quien hacía uso del pedal para efectos dramáticos, y favorecía patrones melódicos usando la escala pentatónica y acordes construidos en cuartas. A diferencia de Tyner, Alice Coltrane construía sus solos realizando exploraciones libres sobre el ritmo y la politonalidad (por ejemplo, su solo en Leo). Su música se preocupa por expresar emociones intensas y cambios graduales en la textura más que frases o motivos melódicos individuales y, debido a la gran influencia que tuvo la cultura hindú sobre Alice, se muestra como una mezcla de dos culturas, la Sudasiática y la Afroamericana.

### Años en elashram
Al quedar viuda, Alice experimentó un periodo de duelo, en el cual sufrió de pérdida de peso, insomnio e incluso alucinaciones, por lo cual, decidió buscar la guía espiritual del gurú Swami Satchidananda y posteriormente de Sathya Sai Baba.
En 1972, Alice Coltrane abandonó su vida secular y, tres años después, fundó el Centro Vedántico, un espacio de estudio de la tradición religiosa Védica. A finales de los 70, adoptó al nombre sánscrito Turiyasanginananda y transformó el centro en ashram (monasterio), estableciéndose cerca de Malibú, California, en 1983.
Originalmente llamado Shanti Anantam Ashram y posteriormente Sai Anantam Ashram, era un lugar donde personas de todas las religiones eran bienvenidas para experimentar enseñanzas sublimes de vida espiritual.
Alice Coltrane sirvió como directora espiritual o Swamini del ashram, donde realizó ceremonias védicas formales e informales. También compuso mucha música ahí, desarrollando melodías originales basadas en cantos tradicionales y experimentando con sintetizadores y estructuras sofisticadas. Su primer casete como parte de la música compuesta en El Centro Vedántico fue Turiya Songs, terminado en 1982, durante las décadas de 1980 y 1990, Alice sacó tres casetes más, Divine Songs en 1987, Infinite Chants in 1990, y Glorious Chants en 1995. A pesar de que la música compuesta en el ashram estaba únicamente disponible para los miembros del centro, en mayo del 2017, la marca Luaka Bop lanzó una compilación de piezas tomadas de sus grabaciones, en un disco llamado: World Spirituality Classics 1: The Ecstatic Music of Alice Coltrane Turiyasangitananda.
Entre la música que interpretaba en el ashram, se encontraban bhajans, himnos dedicados a deidades. Empezando por un bhajan a Ganesha, haría uso de acordes en síncopas, melodías pentatónicas, así como cantos a manera de respuesta entre hombres y mujeres, en que la música devocional mostraría elementos de blues, con cambios drásticos de tempo y modulaciones dramáticas en el órgano, mientras la congregación creaba armonías y contrapuntos. También se aplaudía, se gritaba y se lloraba con la emoción que transmitía la música, al tiempo que se agregaban diversos instrumentos de percusión.
Franya Berkman menciona que los himnos bhajas que se interpretan actualmente en Estados Unidos son más bien genéricos y comerciales. Sin embargo, las improvisaciones de Alice Coltrane, así como sus composiciones eran interpretadas en un estilo predominantemente afroamericano de góspel, además de la diversa cantidad de estilos que exploró en su carrera como pianista de bebop, acompañante de canciones de iglesia, compositora e improvisadora de avant-garde. En el mandir, reprodujo la estética de la música sacra afroamericana característica de sus años como pianista en Detroit.

### Últimos años y muerte
Durante la década de 1990, Alice renovó el interés por su trabajo, lo cual la llevó a crear la compilación Astral Meditations y en 2004, lanzó su álbum Translinear Light, tras lo cual, y después de haberse alejado de las presentaciones públicas por 25 años, Alice regresó al escenario en 2006, en una gira que incluyó el Auditorio Ann Arbor´s Hill, de la Sociedad Musical Universitaria de la Universidad de Míchigan el 23 de septiembre, día que sería el cumpleaños número 80 de John Coltrane y terminó con un concierto el 4 de noviembre en el Festival de Jazz de San Francisco, donde tocó con su hijo Ravi, el percusionista Roy Haynes y el bajista Charlie Haden.
Alice Coltrane murió de una falla respiratoria el 12 de enero de 2007, en el Hospital West Hills de Los Ángeles a la edad de 69 años. Fue enterrada junto con John Coltrane en el Pinelawn Memorial Park, Farmingdale, en el condado Suffolk, Nueva York.

## Impacto
Paul Weller le dedicó su canción Song for Alice (dedicada al hermoso legado de la Sra. Coltrane), de su álbum de 2008, 22 Dreams. De la misma forma, la canción Alice, del álbum Monoliths & Dimensions, de Sunn O))) de 2009, fue inspirada por ella. La canción That Alice, del álbum Warp and Weft, de Laura Veirs trata de ella, así como la canción Alice Coltrane, del LP de 1997 Silver Lining Underwater, de Orange Cake Mix. El poeta Giovanni Singleton incluyó en su libro Ascension 49 poemas escritos diariamente tras la muerte de Alice. La exposición conceptual Give It or Leave It, de Cauleen Smith exploró la música y tiempo del ashram de Alice en dos videos: Pilgrim (2017) y Sojourner (2018).

## Discografía

### Como líder
- "Cosmic Music" (1968), con John Coltrane
- "John Coltrane: Infinity". Grabaciones de 1965 y 1966 de la banda de John Coltrane con modificaciones posteriores de Alice y sus músicos: Charlie Haden, Joan Chapman y Oran Coltrane, más una sección de cuerda. Este álbum fue publicado por Impulse! en 1972.
- "A Monastic Trio" (Impulse !, 1968).
- "Huntington Ashram Monastery" (Impulse !, 1969). Huntington es un lugar designado por el censo cercano a la ciudad del mismo nombre en la costa septentrional de Long Island. En ese lugar vivieron John y Alice, y allí murió John.
- "Ptah, the El Daoud" (Impulse!, 1970).
- "Journey in Satchidananda" (Impulse!, 1971). "Satchidananda", palabra compuesta sánscrita que tiene varias grafías occidentales de transcripción, viene a significar "la gracia de la consciencia esencial", y en el yoga y otras disciplinas filosóficas de la India expresa la naturaleza de Brahman tal como es vivida por un yogui llegado al grado más alto de liberación: el nirvikalpa samādhi.
- "Universal Consciousness" (1972).
- "World Galaxy" (Impulse!, 1971).
- "Lord of Lords" (Impulse!, 1972)
- "Reflection on Creation and Space (a Five Year View)" (1973).
- "Illuminations" ( CBS, 1974), con Carlos Santana.
- "Eternity" ( Warner, 1976).
- "Radha- Krisna Nama Sankirtana" (Warner, 1977).
- "Transcendence" (Warner, 1977).
- "Transfiguration" (Warner, 1978).
- "Translinear Light" (Impulse!, 2004).

### Música espiritual
- "Turiya Sings" (1982).
- "Divine Songs" (1987).
- "Infinite Chants" (1990).
- "Glorious Chants" (1995).
- "World Spirituality Classics 1: The Ecstatic Music of Alice Coltrane Turiyasangitananda" (2017)

### Composiciones propias
- "Affinity" 1978
- "Andromeda's Suffering" (1973)
- "The Ankh of Amen-Ra"
- "Atomic Peace"
- "Battle of Armageddon"
- "Bhaja Govindam" (1978)
- "Bliss: The Eternal Now" (1974)
- "Blue Nile"
- "Galaxy Around Satchidananda"
- "Galaxy in Turiya"
- "Ganesha" (1978)
- "Ghana Nila" (1978)
- "Going Home" (adaptation by Alice Coltrane and Carlos Santana)
- "Gospel Trane"
- "Govinda Jai Jai" (1978)
- "Hare Krishna" (adaptation, 1978)
- "Huntington Ashram Monastery"
- "IHS"
- "Isis and Osiris"
- "I Want To See You"
- "Jaya Jaya Rama"
- "Journey in Satchidananda"
- "Krishnaya" (1978)
- "Lord, Help Me To Be"
- "Lord of Lords"
- "Los Caballos" (1976)
- "Lovely Sky Boat"
- "Mantra"
- "Morning Worship" (1976)
- "Oceanic Beloved"
- "Oh Allah"
- "Ohnedaruth"
- "Om Namah Sivaya" 1978
- "Om Supreme" (1976)
- "One for the Father" (1978)
- "Ptah, the El Daoud"
- "Radhe-shyam" (1978)
- "Shiva-Loka"
- "Sita Ram" (adaptation)
- "Sivaya"
- "Something About John Coltrane"
- "Spiritual Eternal" (1976)
- "Sri Nrsimha" (1978)
- "Sri Ram Ohnedaruth" (1973)
- "Stopover Bombay"
- "The Sun" (1968)
- "Transcendence" (1978)
- "Transfiguration" (1978)
- "Turiya"
- "Turiya and Ramakrishna"
- "Universal Consciousness"
- "Via Sivanandagar"
- "Vrindavana Sanchara" (1978)
- "Wisdom Eye" (1976)